# Jasno pole
Jasno pole (bułg. Ясно поле) – wieś w południowej Bułgarii, w obwodzie Płowdiw, w gminie Marica.